# Nachhaltige Fischerei
Nachhaltiger Fischfang bedeutet, dass die eingesetzten Fischereimethoden und ihre Anwendungsweisen bestandserhaltend sind und die Reproduktionsfähigkeit der Zielfischarten nicht herabsetzen (keine Überfischung), dass das Ökosystem (z. B. der Meeresboden) nicht geschädigt und der Anteil ungewollter Beifänge weitgehend minimiert wird. Nachhaltige Fischprodukte können aus der Seefischerei, der Binnenfischerei, der Angelfischerei und aus Aquakultur stammen.

## Allgemeines
Überfischung, illegale Fischerei und zu hohe Beifangraten haben bereits zahlreiche Fischarten der Weltmeere bestandgefährdend dezimiert oder an den Rand der Ausrottung gebracht. Besonders sich nur sehr langsam vermehrende Fischarten wie z. B. Haie, Schwertfische oder die größeren Thunfischarten können durch Überfischung schnell in ihrem Bestand gefährdet werden. Zu den weltweit am stärksten überfischten Speisefischarten gehören aber auch Arten wie der Kabeljau. Fischarten, die schnell wachsen, die sich vergleichsweise früh vermehren und keine speziellen Laichgründe haben wie Sardinen, Hering oder Skipjack-Thunfisch sind dagegen widerstandsfähiger.
Auch die Aufzucht von Fischen in Fischfarmen kann mit schädlichen Folgen für das Ökosystem verbunden sein. Bei bestimmten Arten, wie dem Gelbflossen-Thun hat Aquakultur auch direkte Auswirkungen auf den Bestand der Art, da die Fische in den Anlagen nicht gezüchtet, sondern als Jungfische wild gefangen und in den Netzkäfigen lediglich bis zur Schlachtreife gemästet werden. Zudem können Fischzuchtanlagen, in denen Raubfische gezüchtet oder gemästet werden, negative Auswirkungen auf die Bestände der Futter-Fischarten haben, die wiederum der freien Wildbahn entnommen werden.
Verschiedene Fischereien und Teile der fischverarbeitenden Industrie wie auch immer mehr Verbraucher sehen in nachhaltiger Fischerei und Aquakultur einen Ausweg aus der weltweiten Fischereikrise.

## Begriffe der nachhaltigen Fischerei
| B0                | Unausgebeutete Bestands Größe – Biomasse die der Bestand hätte ohne Fischerei                                                                                          |
| BMEY = 2/3 B0     | Maximaler ökonomischer Ertrag – Bestand kann vermutlich seine natürliche Rolle im Ökosystem erfüllen (MEY, eng. maximum economic yield)                                |
| BMSY = 0,5 B0     | Maximaler nachhaltiger Ertrag – Weiterer verstärkter Fischfang wird in kleineren Beständen und geringeren Fangquoten resultieren (MSY, eng. maximum sustainable yield) |
| Bpa = 30 % von B0 | Vorsorgliches unteres Biomasse Limit – Bestandsgröße unter der die Reproduzierende Kapazität eingeschränkt werden könnte                                               |
| Lopt              | Größe der Individuen eines unbefischten Fischjahrgangs der seine maximale Biomasse erreicht hat                                                                        |
| LM                | Durchschnitts Alter und Größe zum Zeitpunkt der Geschlechtsreife |
| Lopt = 2/3        | Alter ab dem individuelle Wachstumsrate und die ungefischte Biomasse eines Jahrgangs ihr Maximum erreichen                                                             |
| TAC               | Maximal erlaubter Fang (eng. total allowable catch) |

## Umweltsiegel und Zertifizierungsorganisationen

### Marine Stewardship Council

MSC-Umweltsiegel

Die derzeit größte Zertifizierungsorganisation ist das unabhängige und gemeinnützige Marine Stewardship Council (MSC). Im Jahr 2015 gab es mehr als 20.000 MSC-zertifizierte Fischprodukte, die in 82 Ländern verkauft wurden. Etwa 10 % der weltweiten Fischfänge und Meeresfrüchte stammten im Jahr 2015 aus MSC zertifizierten Fischereien. Vom MSC als nachhaltig anerkannte Fischereien sind mit dem blauen MSC-Umweltsiegel ausgezeichnet.
Zur Beurteilung der Nachhaltigkeit einer Fischerei werden vom MSC drei Kriterien herangezogen:
1. Der Zustand der Fischbestände (ist ausreichend Fisch für eine nachhaltige Fischerei vorhanden).
2. Die Auswirkungen der Fischerei auf die maritime Umwelt (z. B. wie wirkt sich das Fischen auf Seevögel aus).
3. Die Managementsysteme der Fischerei (gewährleisten die implementierten Regeln und Verfahren sowie die Art ihrer Implementierung eine nachhaltige Fischerei und eine minimale Beeinträchtigung der maritimen Umwelt).

Verschiedene Umweltorganisation wie z. B. Greenpeace kritisieren das MSC-Siegel, da MSC-zertifizierte Produkte aus überfischten Beständen stammen oder mittels der zerstörerischen Grundschleppnetzfischerei gefischt werden und auch Fischereien, die nicht nachhaltig handeln, das Siegel erhalten können.

### Friend of the Sea

FOS-Umweltsiegel

Friend of the Sea (kurz FOS, dt. Freund des Meeres) ist ein Programm zur Förderung und Zertifizierung von umweltfreundlichen Fischereien und Aquakulturen und ein gleichnamiges Umweltzeichen. Das Programm wurde vom US-amerikanischen Earth Island Institute (EII) gegründet. Von Friend of the Sea anerkannte Fischereien beschränken sich auf den Fang nicht überfischter Arten, die Fischfangmethoden dürfen den Meeresboden nicht beeinträchtigen und die Beifangrate muss unter 8 % der Gesamtfangmenge liegen.
Von FOS-zertifizierten Fischzuchten dürfen keine negative Auswirkungen auf die Umwelt ausgehen, das Futter darf nur Fischbestandteile aus Filettierabfällen oder aus einer von FOS zertifizierten Fischerei enthalten, es dürfen keine genetisch veränderten Organismen, Chemikalien und Korrosionsschutzfarben eingesetzt werden. Das Entweichen der gezüchteten Fische muss ebenso unterbunden sein wie das Eindringen anderer Tiere in die Zuchtfarm. Die von der Zuchtfarm ausgehenden Emissionen müssen beschränkt und kontrolliert werden.
Der Zertifizierungsprozess einer Fischerei oder Aquakultur wird gemäß den Daten und Richtlinien der Food and Agriculture Organization (FAO) und der verschiedenen Fischereikommissionen durchgeführt. Das rote FOS-Label wird jeweils für ein Produkt aus einer Fischfangregion vergeben. Alle Produkte, die das FOS-Label tragen, sind auf der Website von FOS gelistet.
FOS stellt Fischereien und Händlern einen CO2-Rechner, den Seafood Carbon Footprint Calculator (SCFC), zur Verfügung, mit dessen Hilfe man die CO2-Bilanz, also die Menge der für die Produktion von einem Kilogramm Fisch entstehenden CO2-Emissionen beim Weg vom Fang bis zum Supermarkt, errechnen kann. Damit sollen die Klimaauswirkungen der Fischerei und des weltweiten Handels mit Fisch beurteilt werden können.

### SAFE

SAFE-Umweltsiegel

SAFE ist ein seit 1990 existierendes Kontrollprogramm für delfinsicher gefangenen Thunfisch des US-amerikanischen Earth Island Institute (EII) und ein gleichnamiges Umweltzeichen. In Deutschland setzt die Gesellschaft zur Rettung der Delphine das Programm um und überprüft Importeure und Händler.
Es handelt sich vornehmlich um ein Delfinschutzprogramm, das den gewollten und ungewollten Beifang von Meeressäugern beim Thunfischfang für Dosenthunfischprodukte verhindern soll. Von SAFE zertifizierte Fischereien müssen jedoch Maßnahmen zur Beifangreduzierung für Meeresschildkröten, Haie und andere Nichtzielfischarten wie Schwertfisch oder Speerfische einsetzen, sie sollen auf den Fang von Jung-Thunfischen verzichten und diese, wie auch alle anderen Beifangarten, wieder freilassen. Das Programm schließt jedoch ungewollte Beifänge und Fänge aus überfischten Thunfischbeständen nicht aus.
SAFE ist nach ISO-9001 und ISO 14001 zertifiziert und hat weltweit 12 Kontrolleure im Einsatz, die fast 400 Thunfischproduzenten in 52 Ländern kontrollieren. Etwa 90 Prozent des weltweiten Handels mit Dosenthunfisch ist SAFE angeschlossen. Anerkannte Produkte erhalten das SAFE-Umweltsiegel.

### Ökologische Aquakultur
Neben FOS gibt es verschiedene Programme, wie Naturland oder regionale Erzeuger wie Bio-Lachszuchten aus Irland und Schottland, die Fischprodukte aus nachhaltiger und ökologischer Produktion anbieten und entsprechend kennzeichnen.

### Seafood Watch
Das vom kalifornischen Monterey Bay Aquarium gegründete Seafood Watch Program vergibt kein Umweltsiegel wie MSC oder FOS. Es handelt sich um eine umfangreiche Informations- und Beurteilungsplattform nachhaltiger Fischereien und listet die Bestandsituation verschiedener Fischarten, Krustentiere und anderer Meeresfrüchte.

## Fischführer
Verschiedene Umweltorganisationen aus dem In- und Ausland geben teilweise nicht übereinstimmende Fischführer oder Fischratgeber heraus. Diese arbeiten meist nach einem Ampelsystem: Grün steht für unbedenkliche Fischprodukte, und Rot für Fischarten, von deren Verzehr aus Umweltgründen abgeraten wird. Die bekanntesten Fischführer in Deutschland erarbeiten Greenpeace und der WWF, der die Organisation MSC mitgründete und bis heute im Vorstand vertreten ist.
Die detaillierteren Fischführer gehen dabei auch auf die in einer Fischereizone eingesetzte Fischereimethode für die jeweilige Zielfischart ein. So kann z. B. Weißer Thunfisch unbedenklich (grün) sein bei Fang mit Schleppangeln im Pazifik, aber auch bedenklich (rot), wenn der Fang aus der pelagischen Langleinenfischerei stammt.